# Michael Klim
Michael George Klim (Gdynia, 13 augustus 1977) is een voormalig topzwemmer uit Australië, die in 1998 dankzij een recordoogst van zeven medailles (vier gouden, twee zilveren en één bronzen) uitgroeide tot de keizer van de wereldkampioenschappen zwemmen in Perth. De in Polen geboren sprinter gold jarenlang, en zeker in zijn tweede vaderland Australië, als de gedoodverfde opvolger van zijn trainingsmaat, de legendarische Rus Alexander Popov. Maar aanhoudend blessureleed én de concurrentieslag met onder anderen Ian Thorpe wierp Klim, bijgenaamd Lumpy, ver terug. Begin 2005 leek hij hersteld en plaatste Klim zich voor de wereldkampioenschappen van juli 2005 in Montreal.

## Internationale toernooien
| Jaar | Olympische Spelen                                                                                           | WK langebaan | WK kortebaan                                                                                   | PanPacs                                                                                       | Gemenebestspelen |
| ---- | --- | --- | ---------------------------------------------------------------------------------------------- | --------------------------------------------------------------------------------------------- | --- |
| 1995 | | | 200m vrije slag · 100m vlinderslag · 4x100m vrije slag · 4x200m vrije slag · 4x100m wisselslag | 4x100m vrije slag · 4x200m vrije slag · 4x100m wisselslag                                     | |
| 1996 | 10e 200m vrije slag · 6e 100m vlinderslag · 6e 4x100m vrije slag · 4e 4x200m vrije slag · 4x100m wisselslag | |                                                                                                |                                                                                               | |
| 1997 | | | 100m vrije slag · 100m vlinderslag · 4x100m vrije slag · 4x200m vrije slag · 4x100m wisselslag | 100m vrije slag · 200m vrije slag · 4x100m vrije slag · 4x200m vrije slag · 4x100m wisselslag | |
| 1998 | | 50m vrije slag · 100m vrije slag · 200m vrije slag · 100m vlinderslag · 4x100m vrije slag · 4x200m vrije slag · 4x100m wisselslag |                                                                                                |                                                                                               | 50m vrije slag · 100m vrije slag · 200m vrije slag · 100m vlinderslag · 4x100m vrije slag · 4x200m vrije slag · 4x100m wisselslag |
| 1999 | | | 100m vrije slag · 200m vrije slag · 100m vlinderslag · 4x100m vrije slag · 4x100m wisselslag   | 100m vrije slag · 200m vrije slag · 100m vlinderslag · 4x100m vrije slag · 4x200m vrije slag  | |
| 2000 | 4e 100m vrije slag · 100m vlinderslag · 4x100m vrije slag · 4x200m vrije slag · 4x100m wisselslag           | | geen deelname                                                                                  |                                                                                               | |
| 2001 | | 11e 50m vlinderslag · 7e 100m vlinderslag · 4x100m vrije slag · 4x200m vrije slag                                                 |                                                                                                |                                                                                               | |
| 2002 | | | geen deelname                                                                                  | geen deelname                                                                                 | geen deelname |
| 2003 | | geen deelname |                                                                                                |                                                                                               | |
| 2004 | 6e 4x100m vrije slag · 4x200m vrije slag · 9e 4x100m wisselslag                                             | | geen deelname                                                                                  |                                                                                               | |
| 2005 | | 26e 50m vrije slag · 11e 100m vrije slag · 4x100m vrije slag · 6e 4x100m wisselslag                                               |                                                                                                |                                                                                               | |
| 2006 | | | geen deelname                                                                                  | geen deelname                                                                                 | 50m vlinderslag · 100m vlinderslag · 4x100m vrije slag · 4x100m wisselslag                                                        |
| 2007 | | 5e 4x100m vrije slag · Klim zwom enkel de series · 4x100m wisselslag · Klim zwom enkel de series                                  |                                                                                                |                                                                                               | |